# Via (tvättmedel)
Via är ett tvättmedel producerat av Unilever i Nederländerna. Via är ett av Europas vanligaste tvättmedelsvarumärken, men kallas för Omo, Skip eller Persil i länder utanför Sverige.

## Historik
Via har funnits i Sverige sedan 1957.
Via var då det lanserades 1957 det första "syntetiska" tvättmedel som anpassats för moderna cylindertvättmaskiner. Andra förekommande tvättmedel till exempel Surf och Sulfo var höglöddrande och gav därmed problem med överlöddring i denna typ av maskiner. I Europa och USA var pulsator- och agitatormaskiner övervägande, och dessa gav inga sådana problem.
Via utvecklades på Sunlight i Nyköping och var då det enda låglöddrande tvättmedlet.
Vias konsumentkontakt Via Direkt uppmärksammades i samband med reklamfilmer under 1990-talet.